# Xã Cottage Grove, Quận Allen, Kansas
Xã Cottage Grove (tiếng Anh: Cottage Grove Township) là một xã thuộc quận Allen, tiểu bang Kansas, Hoa Kỳ. Năm 2010, dân số của xã này là 246 người.